# Лугажи
Лу́гажи (латыш. Lugaži) — населённый пункт в Валкском крае Латвии. Находится примерно в 3 км к западу от города Валка. В 3 км к юго-востоку расположена железнодорожная станция Лугажи линии Рига — Лугажи. По данным на 2015 год, в населённом пункте проживало 260 человек.

## История
Во времена Российской империи в селе располагалось поместье Лугажи (частично сохранилось до наших дней). В советское время населённый пункт входил в состав Валкского сельсовета Валкского района. В селе располагался колхоз «Ленина цельш».